# 今井白楊

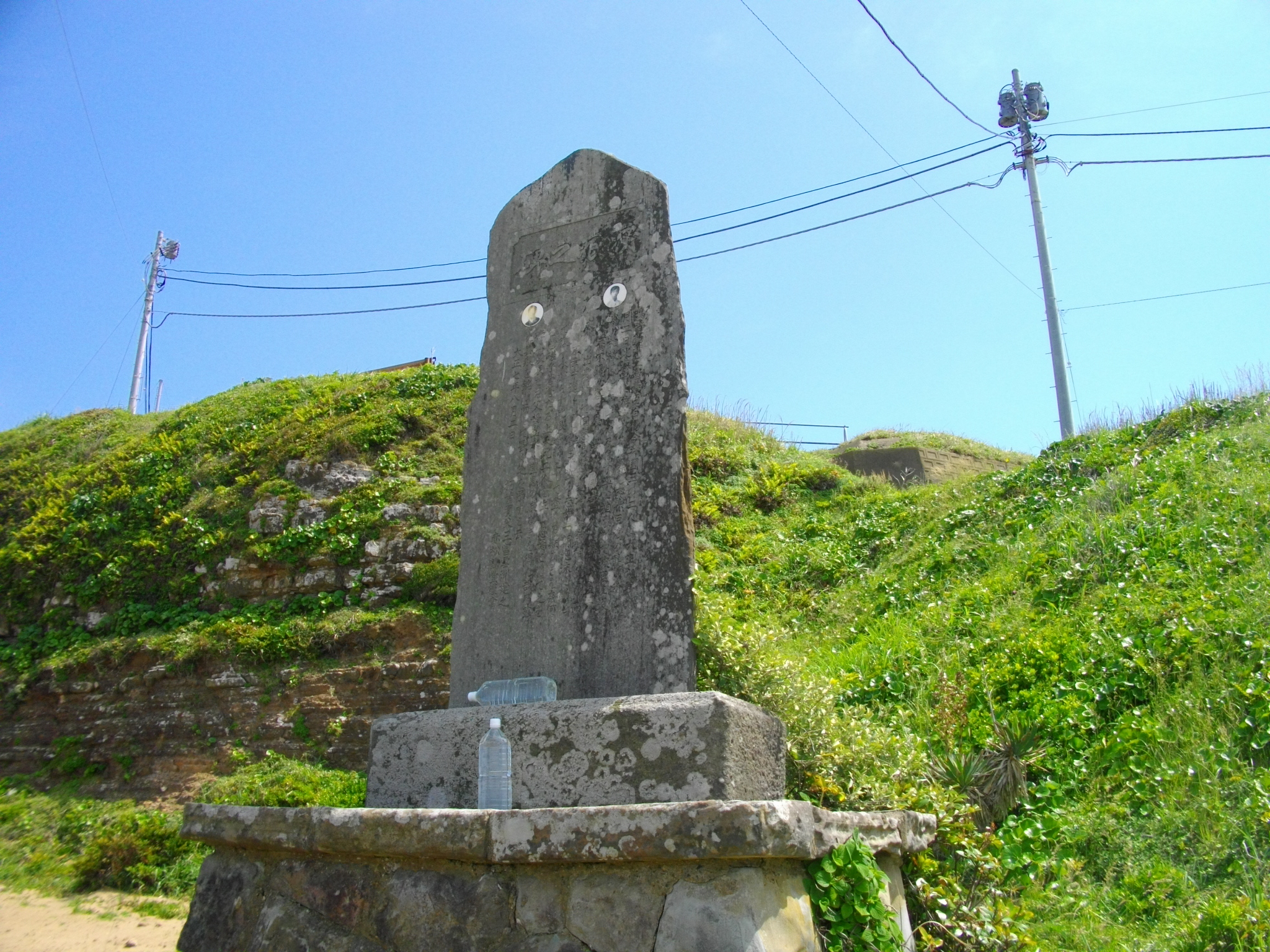
三富朽葉の父・三富道臣によって建立された涙痕之碑

今井 白楊（いまい はくよう、1889年12月3日 - 1917年8月2日）は、日本の詩人である。

## 人物
本名は国三。別号に夏明、太原、冬夜。鹿児島県薩摩郡隈之城村大字東手の向田（現在の鹿児島県薩摩川内市）の焼酎製造業の家に生まれた。
川内中学校（現在の鹿児島県立川内高等学校）で岩谷莫哀と同窓となり、早稲田大学英文科に進学。1909年、自由詩社に参加。機関紙「自然と印象」に詩を発表するほか、河井醉茗主宰の「詩人」（詩草社）などにも作品を寄せている。

1911年、『闇と脚光』で第5回雑誌『太陽』懸賞脚本に当選（賞金100万円）。

1914年、「失楽園物語」を執筆。

1917年、千葉県犬吠埼で遊泳中に親友三富朽葉とともに溺死。そのために単行本になった詩集はない。犬吠埼灯台下に朽葉の父三富道臣が建立した涙痕の碑がある。